# Sven Wolfensberger
Sven Wolfensberger (* 20. Oktober 1989 in Aarau) ist ein Schweizer Fussballschiedsrichter. Seit 2021 leitet er Spiele der Super League und ist seit 2025 FIFA-Schiedsrichter.

## Werdegang
Wolfensberger wuchs in Trubschachen auf und absolvierte mit 15 Jahren die Schiedsrichterausbildung. Mit 26 Jahren gelang ihm zur Rückserie der Promotion League 2015/16 der Aufstieg in die dritthöchste Spielklasse der Schweiz. Zur Saison 2017/18 wurde er in den Unparteiischenkader der Challenge League aufgenommen. im August 2021 gab er schließlich sein Debüt in der höchsten Schweizer Spielklasse, als er am 5. Spieltag der Super League die Begegnung zwischen den Grasshoppers Zürich und Servette Genf pfiff. Seitdem kam er zu 67 Einsätzen in dieser Liga (Stand August 2025). 2022 pfiff er zudem das Final des Liechtensteiner Cups, in dem der USV Eschen-Mauren Seriensieger FC Vaduz mit 1:3 unterlag.
Seit Jahresbeginn 2025 steht Wolfensberger auf der FIFA-Liste, was ihn zur Leitung internationaler Partien berechtigt. Sein Debüt auf diesem Parkett gab er im März des gleichen Jahres in der Qualifikationspartie zur U-17-EM zwischen Rumänien und Schottland. Im Juli 2025 folgte dann sein erstes internationales Herrenspiel, in der 1. Qualifikationsrunde zur UEFA Conference League leitete er das Rückspiel zwischen Cliftonville FC und St  Joseph’s FC.

## Persönliches
Wolfensberger ist Hausmann und studiert neben seiner Schiedsrichtertätigkeit Lehramt an der PH Bern. Er lebt mit seiner Familie in der Nähe von Bern.